# Adolf Pinner
Adolf Pinner (Wronki, Província de Posen, 31 de agosto de 1842 — Berlim, 21 de maio de 1909) foi um químico alemão.

## Juventude e educação
Foi educado no Seminário Teológico Judeus de Wrocław e na Universidade de Berlim (doutorado em química, 1867), onde foi Privatdozent em 1871 e professor assistente de química em 1873, sendo em 1874 professor de química no Colégio Veterinário de Berlim. Em 1884, foi nomeado membro do escritório de patentes alemão e, no ano seguinte, da divisão técnica do Departamento de Comércio da Prússia. Ele recebeu o título de "Geheimer Regierungsrat".

## Publicações selecionadas
Pinner contribuiu com muitos ensaios para as revistas profissionais, entre os quais podem ser mencionados:
- "Darstellung und Untersuchung des Butylchlorals," in "Annalen der Chemie", clxxix., E em "Berichte der Deutschen Chemischen Gesellschaft", 1870–77;
- "Ueber Imidoäther" in "Annalen", ccxcvii. and ccxcviii., também em "Berichte", 1877-97 (cujos ensaios ele combinou em forma de livro sob o título "Ueber Imidoäther und Dessen Derivate");
- "Die Condensation des Acetons," in "Berichte", 1881–83;
- "Ueber Hydantoïe und Urazine," in "Berichte", 1887–89;
- "Ueber Nicotin", in "Berichte", 1891–95, and in "Archiv der Pharmazie", ccxxxi., ccxxxiii.;
- "Ueber Pilocarpin," in "Berichte", 1900-3.

Também é autor de"Gesetze der Naturerscheinungen" and of "Repetitorium der Chemie",  em 2 volumes, sobre química orgânica e inorgânica, respectivamente (11ª edição Berlim, 1902). ( 4ª edição digital de 1881 / 6ª edição digital de 1884 / 11ª edição digital de 1901 - University and State Library Düsseldorf)
Esta última obra é bem conhecida de todos os estudantes de química da Alemanha, e foi traduzida em inglês, russo e japonês.